# Memoriał Ondreja Nepeli
Memoriał Ondreja Nepeli (słow. Memoriál Ondreja Nepelu) – międzynarodowe zawody w łyżwiarstwie figurowym seniorów rozgrywane na Słowacji od 1993 roku. Zawody odbywają się w Bratysławie (z wyjątkiem 2009 roku, gdy gospodarzem były Pieszczany). W jego trakcie rozgrywane są zawody w jeździe indywidualnej kobiet i mężczyzn oraz par sportowych i tanecznych, choć nie zawsze rozgrywane są wszystkie konkurencje. Od sezonu 2014/15 wchodzą w cykl zawodów Challenger Series organizowanych przez Międzynarodową Unię Łyżwiarską.
Zawody zostały nazwane po słowackim łyżwiarzu figurowym, mistrzu olimpijskim z 1972 roku z Sapporo – Ondreju Nepeli. Inne nazwy zawodów to Ondrej Nepela Trophy (2013–2015, 2017–2018).

## Medaliści
CS: Challenger Series

### Soliści
| Rok     | Złoto                                      | Srebro                                     | Brąz                                       | Źr.                                        |
| ------- | ------------------------------------------ | ------------------------------------------ | ------------------------------------------ | ------------------------------------------ |
| 1993    | Michael Shmerkin                           | Zsolt Kerekes                              | NO                                         |                                            |
| 1994    | Zsolt Kerekes                              | NO                                         | NO                                         |                                            |
| 1995    | Stanick Jeannette                          | NO                                         | NO                                         |                                            |
| 1996    | Roman Serow                                | Anthony Liu                                | Matthew Kessinger                          | [ 3 ]                                      |
| 1997    | Anthony Liu                                | Alexei Kozlov                              | Patrick Schmit                             | [ 4 ]                                      |
| 1998    | Laurent Tobel                              | Jayson Dénommée                            | Jewhen Pluta                               | [ 5 ]                                      |
| 1999    | Thierry Cerez                              | Stanick Jeannette                          | Frédéric Dambier                           | [ 6 ]                                      |
| 2000    | Vincent Restencourt                        | Dmytro Dmytrenko                           | Silvio Smalun                              | [ 7 ]                                      |
| 2001    | Stanisław Timczenko                        | Róbert Kažimír                             | Witalij Danylczenko                        | [ 8 ]                                      |
| 2002    | Stéphane Lambiel                           | Stefan Lindemann                           | Gregor Urbas                               | [ 9 ]                                      |
| 2003    | Najden Boriczew                            | Stefan Lindemann                           | Karel Zelenka                              | [ 10 ]                                     |
| 2004    | Stefan Lindemann                           | Kevin Van Der Perren                       | Tristan Cousins                            | [ 11 ]                                     |
| 2005    | Scott Smith                                | Kevin Van Der Perren                       | Tomáš Verner                               | [ 12 ]                                     |
| 2006    | Gregor Urbas                               | Jordan Miller                              | Igor Macypura                              | [ 13 ]                                     |
| 2007    | Kevin Van Der Perren                       | Nicholas LaRoche                           | Gregor Urbas                               | [ 14 ]                                     |
| 2008    | Kensuke Nakaniwa                           | Paolo Bacchini                             | Jamal Othman                               |                                            |
| 2009    | Kensuke Nakaniwa                           | Viktor Pfeifer                             | Jamal Othman                               | [ 15 ]                                     |
| 2010    | Akio Sasaki                                | Kim Lucine                                 | Anton Kowałewski                           | [ 16 ]                                     |
| 2011    | Daisuke Murakami                           | Kevin Van Der Perren                       | Samuel Contesti                            | [ 17 ]                                     |
| 2012    | Tatsuki Machida                            | Daisuke Murakami                           | Tomáš Verner                               | [ 18 ]                                     |
| 2013    | Tomáš Verner                               | Takahito Mura                              | Peter Liebers                              | [ 19 ]                                     |
| 2014 CS | Stephen Carriere                           | Kim Jin-seo                                | Gordiej Gorszkow                           | [ 20 ]                                     |
| 2015 CS | Jason Brown                                | Michaił Kolada                             | Gordiej Gorszkow                           | [ 21 ]                                     |
| 2016 CS | Siergiej Woronow                           | Kevin Reynolds                             | Roman Sawosin                              | [ 22 ]                                     |
| 2017 CS | Michaił Kolada                             | Siergiej Woronow                           | Brendan Kerry                              | [ 23 ]                                     |
| 2018 CS | Michaił Kolada                             | Siergiej Woronow                           | Keiji Tanaka                               | [ 24 ]                                     |
| 2019 CS | Dmitrij Alijew                             | Matteo Rizzo                               | Deniss Vasiljevs                           | [ 25 ]                                     |
| 2020 CS | Zawody odwołano z powodu pandemii COVID-19 | Zawody odwołano z powodu pandemii COVID-19 | Zawody odwołano z powodu pandemii COVID-19 | [ 26 ]                                     |
| 2021 CS | Zawody odwołano z powodu pandemii COVID-19 | Zawody odwołano z powodu pandemii COVID-19 | Zawody odwołano z powodu pandemii COVID-19 | Zawody odwołano z powodu pandemii COVID-19 |
| 2022 CS | Gabriele Frangipani                        | Cha Jun-hwan                               | Deniss Vasiļjevs                           | [ 27 ]                                     |
| 2023 CS | Gabriele Frangipani                        | Nika Egadze                                | Mark Gorodnitsky                           | [ 28 ]                                     |

### Solistki
| Rok     | Złoto                                      | Srebro                                     | Brąz                                       | Źr.                                        |
| ------- | ------------------------------------------ | ------------------------------------------ | ------------------------------------------ | ------------------------------------------ |
| 1993    | Mojca Kopač                                | NO                                         | NO                                         |                                            |
| 1994    | Irena Zemanová                             | NO                                         | NO                                         |                                            |
| 1995    | Krisztina Czakó                            | Vanessa Gusmeroli                          | Julia Lautowa                              |                                            |
| 1996    | Swietłana Bukariowa                        | Cwetelina Abraszewa                        | Angela Nikodinov                           | [ 3 ]                                      |
| 1997    | Sabina Wojtala                             | Mojca Kopač                                | Tatjana Pluszewa                           | [ 4 ]                                      |
| 1998    | Zuzana Paurova                             | Mojca Kopač                                | Christina Reidel                           | [ 5 ]                                      |
| 1999    | Zuzana Paurova                             | Sabina Wojtala                             | Nina Sackerer                              | [ 6 ]                                      |
| 2000    | Hałyna Maniaczenko                         | Amber Corwin                               | Sabina Wojtala                             | [ 7 ]                                      |
| 2001    | Júlia Sebestyén                            | Julia Lautowa                              | Mojca Kopač                                | [ 29 ]                                     |
| 2002    | Carolina Kostner                           | Sarah Meier                                | Júlia Sebestyén                            | [ 30 ]                                     |
| 2003    | Hałyna Maniaczenko                         | Júlia Sebestyén                            | Julia Lautowa                              | [ 31 ]                                     |
| 2004    | Viktória Pavuk                             | Jenna McCorkell                            | Zuzana Babiaková                           | [ 32 ]                                     |
| 2005    | Júlia Sebestyén                            | Alissa Czisny                              | Amber Corwin                               | [ 33 ]                                     |
| 2006    | Megan Williams-Stewart                     | Júlia Sebestyén                            | Ivana Reitmayerová                         | [ 34 ]                                     |
| 2007    | Júlia Sebestyén                            | Michelle Boulos                            | Jenna McCorkell                            | [ 35 ]                                     |
| 2008    | Ivana Reitmayerová                         | Tuğba Karademir                            | Sarah Hecken                               |                                            |
| 2009    | Mutsumi Takayama                           | Kerstin Frank                              | Isabelle Pieman                            | [ 36 ]                                     |
| 2010    | Haruka Imai                                | Valentina Marchei                          | Patricia Glescic                           | [ 37 ]                                     |
| 2011    | Maé-Bérénice Méité                         | Shoko Ishikawa                             | Léna Marrocco                              | [ 38 ]                                     |
| 2012    | Jenna McCorkell                            | Monika Simančíková                         | Eliška Březinová                           | [ 39 ]                                     |
| 2013    | Haruka Imai                                | Nikol Goswijani                            | Christina Gao                              | [ 40 ]                                     |
| 2014 CS | Roberta Rodeghiero                         | Joshi Helgesson                            | Ashley Cain                                | [ 41 ]                                     |
| 2015 CS | Jewgienija Miedwiediewa                    | Anna Pogoriła                              | Marija Artiemjewa                          | [ 42 ]                                     |
| 2016 CS | Marija Sotskowa                            | Julija Lipnicka                            | Mariah Bell                                | [ 43 ]                                     |
| 2017 CS | Jewgienija Miedwiediewa                    | Rika Hongo                                 | Jelena Radionowa                           | [ 44 ]                                     |
| 2018 CS | Rika Kihira                                | Elizabet Tursynbajewa                      | Stanisława Konstantinowa                   | [ 45 ]                                     |
| 2019 CS | Aleksandra Trusowa                         | Kaori Sakamoto                             | Kim Ha-nul                                 | [ 46 ]                                     |
| 2020 CS | Zawody odwołano z powodu pandemii COVID-19 | Zawody odwołano z powodu pandemii COVID-19 | Zawody odwołano z powodu pandemii COVID-19 | [ 26 ]                                     |
| 2021 CS | Zawody odwołano z powodu pandemii COVID-19 | Zawody odwołano z powodu pandemii COVID-19 | Zawody odwołano z powodu pandemii COVID-19 | Zawody odwołano z powodu pandemii COVID-19 |
| 2022 CS | Isabeau Levito                             | Lara Naki Gutmann                          | Lee Hae-in                                 | [ 47 ]                                     |
| 2023 CS | Kim Chae-yeon                              | Lee Hae-in                                 | Madeline Schizas                           | [ 48 ]                                     |

### Pary sportowe
| Rok                                                  | Złoto                                      | Srebro                                     | Brąz                                       | Źr.                                        |
| ---------------------------------------------------- | ------------------------------------------ | ------------------------------------------ | ------------------------------------------ | ------------------------------------------ |
| Konkurencja nie została rozegrana w latach 1993–1995 |                                            |                                            |                                            |                                            |
| 1996                                                 | Wiktorija Maksiuta / Władisław Żownirskij  | Naomi Grabow / Benjamin Oberman            | Veronika Joukalová / Otto Dlabola          | [ 3 ]                                      |
| 1997                                                 | Dorota Zagórska / Mariusz Siudek           | Kateřina Beránková / Otto Dlabola          | Maria Krasiltseva / Alexander Chestnikh    | [ 4 ]                                      |
| 1998                                                 | Kateřina Beránková / Otto Dlabola          | Oľga Beständigová / Jozef Beständig        | Katierina Danko / Giennadij Jemieljanienko | [ 5 ]                                      |
| 1999                                                 | Wiktorija Maksiuta / Witalij Dubina        | Oľga Beständigová / Jozef Beständig        | brak zawodników                            | [ 6 ]                                      |
| 2000                                                 | Dorota Zagórska / Mariusz Siudek           | Diana Riskova / Vladimir Futas             | Jessica Miller / Jeffrey Weiss             | [ 7 ]                                      |
| 2001                                                 | Oľga Beständigová / Jozef Beständig        | Michela Cobisi / Ruben De Pra              | Michaela Krutská / Marek Sedlmajer         | [ 49 ]                                     |
| 2002                                                 | Maria Guerassimenko / Vladimir Futas       | Andrea Vargová / Marek Sedlmajer           | brak zawodników                            | [ 50 ]                                     |
| Konkurencja nie została rozegrana w 2003 roku        |                                            |                                            |                                            |                                            |
| 2004                                                 | Alona Sawczenko / Robin Szolkowy           | Meliza Brozovich / Vladimir Futas          | brak zawodników                            | [ 51 ]                                     |
| Konkurencja nie została rozegrana w latach 2005–2006 |                                            |                                            |                                            |                                            |
| 2007                                                 | Mylène Brodeur / John Mattatall            | Becky Cosford / Brian Shales               | brak zawodników                            | [ 52 ]                                     |
| Konkurencja nie została rozegrana w 2008 roku        |                                            |                                            |                                            |                                            |
| 2009                                                 | Maylin Hausch / Daniel Wende               | Jekatierina Szeriemietjewa / Jegor Czudin  | Jessica Crenshaw / Chad Tsagris            | [ 53 ]                                     |
| Konkurencja nie została rozegrana w 2010 roku        |                                            |                                            |                                            |                                            |
| 2011                                                 | Tetiana Wołosożar / Maksim Trańkow         | Stefania Berton / Ondřej Hotárek           | Lubow Iluszeczkina / Nodari Maisuradze     | [ 54 ]                                     |
| 2012                                                 | Anastasija Martiuszewa / Aleksiej Rogonow  | Stefania Berton / Ondřej Hotárek           | Nicole Della Monica / Matteo Guarise       | [ 55 ]                                     |
| 2013                                                 | Gretchen Donlan / Andrew Speroff           | Anastasija Martiuszewa / Aleksiej Rogonow  | Alexa Scimeca / Chris Knierim              | [ 56 ]                                     |
| Konkurencja nie została rozegrana w 2014 roku        |                                            |                                            |                                            |                                            |
| 2015 CS                                              | Ksienija Stołbowa / Fiodor Klimow          | Kristina Astachowa / Aleksiej Rogonow      | Jewgienija Tarasowa / Władimir Morozow     | [ 57 ]                                     |
| 2016 CS                                              | Jewgienija Tarasowa / Władimir Morozow     | Yūko Kawaguchi / Aleksandr Smirnow         | Natalja Zabijako / Aleksandr Enbiert       | [ 58 ]                                     |
| 2017 CS                                              | Natalja Zabijako / Aleksandr Enbiert       | Kristina Astachowa / Aleksiej Rogonow      | Alisa Jefimowa / Aleksandr Korowin         | [ 59 ]                                     |
| 2018 CS                                              | Ashley Cain / Timothy LeDuc                | Deanna Stellato / Nathan Bartholomay       | Lina Kudriawcewa / Ilja Spiridonow         | [ 60 ]                                     |
| Konkurencja nie została rozegrana w 2019 roku        |                                            |                                            |                                            |                                            |
| 2020 CS                                              | Zawody odwołano z powodu pandemii COVID-19 | Zawody odwołano z powodu pandemii COVID-19 | Zawody odwołano z powodu pandemii COVID-19 | [ 26 ]                                     |
| 2021 CS                                              | Zawody odwołano z powodu pandemii COVID-19 | Zawody odwołano z powodu pandemii COVID-19 | Zawody odwołano z powodu pandemii COVID-19 | Zawody odwołano z powodu pandemii COVID-19 |
| Konkurencja nie została rozegrana w latach 2022–2023 |                                            |                                            |                                            |                                            |

### Pary taneczne
| Rok                                           | Złoto                                      | Srebro                                     | Brąz                                       | Źr.                                        |
| --------------------------------------------- | ------------------------------------------ | ------------------------------------------ | ------------------------------------------ | ------------------------------------------ |
| 1993                                          | Marina Anisina / Gwendal Peizerat          | NO                                         | NO                                         |                                            |
| 1994                                          | Lynn Burton / Duncan Lenard                | NO                                         | NO                                         |                                            |
| 1995                                          | Marianne Haguenauer / Romain Haguenauer    | NO                                         | Anne Chaigneau / Olivier Chapuis           |                                            |
| 1996                                          | Kornélia Bárány / András Rosnik            | NO                                         | NO                                         | [ 3 ]                                      |
| 1997                                          | Agata Błażowska / Marcin Kozubek           | Zuzana Merzová / Tomáš Morbacher           | Angelika Führing / Bruno Ellinger          | [ 4 ]                                      |
| 1998                                          | Zuzana Merzová / Tomáš Morbacher           | Zuzana Ďurkovská / Marián Mesároš          | brak zawodników                            | [ 5 ]                                      |
| 1999                                          | Agata Błażowska / Marcin Kozubek           | Kateřina Kovalová / David Szurman          | Nadine Lesaout / Emmanuel Huet             | [ 6 ]                                      |
| 2000                                          | Véronique Delobel / Olivier Chapuis        | Pamela O’Connor / Jonathon O’Dougherty     | Marta Paoletti / Alessando Italiano        | [ 7 ]                                      |
| 2001                                          | Julija Gołowina / Ołeh Wojko               | Veronika Morávková / Jiří Procházka        | Caroline Truong / Sylvain Longchambon      | [ 61 ]                                     |
| 2002                                          | Julija Gołowina / Ołeh Wojko               | Veronika Morávková / Jiří Procházka        | Pamela O’Connor / Jonathon O’Dougherty     | [ 62 ]                                     |
| Konkurencja nie została rozegrana w 2003 roku |                                            |                                            |                                            |                                            |
| 2004                                          | Hanna Zadorożniuk / Serhij Werbyłło        | Phillipa Towler-Green / Phillip Poole      | Ivana Dlhopolčeková / Hynek Bílek          | [ 63 ]                                     |
| 2005                                          | Ałła Beknazarowa / Wołodymyr Zujew         | Olga Akimova / Ołeksandr Szakałow          | Kamila Hájková / David Vincour             | [ 64 ]                                     |
| Konkurencja nie została rozegrana w 2006 roku |                                            |                                            |                                            |                                            |
| 2007                                          | Isabelle Delobel / Olivier Schoenfelder    | Barbora Silná / Dmitri Matsjuk             | Anastasija Grebienkina / Wazgen Azrojan    | [ 65 ]                                     |
| 2008                                          | Nielli Żyganszyna / Alexander Gazsi        | Carolina Hermann / Daniel Hermann          | Natalja Michajłowa / Arkadij Siergiejew    |                                            |
| 2009                                          | Nóra Hoffmann / Maxim Zavozin              | Christina Beier / William Beier            | Kamila Hájková / David Vincour             | [ 66 ]                                     |
| 2010                                          | Nóra Hoffmann / Maxim Zavozin              | Lucie Myslivečková / Matěj Novák           | Nielli Żyganszyna / Alexander Gazsi        | [ 67 ]                                     |
| 2011                                          | Nielli Żyganszyna / Alexander Gazsi        | Lorenza Alessandrini / Simone Vaturi       | Julija Złobina / Aleksiej Sitnikow         | [ 68 ]                                     |
| 2012                                          | Kaitlyn Weaver / Andrew Poje               | Lorenza Alessandrini / Simone Vaturi       | Charlotte Aiken / Josh Whidborne           | [ 69 ]                                     |
| 2013                                          | Penny Coomes / Nicholas Buckland           | Charlène Guignard / Marco Fabbri           | Tanja Kolbe / Stefano Caruso               | [ 70 ]                                     |
| 2014 CS                                       | Maia Shibutani / Alex Shibutani            | Charlène Guignard / Marco Fabbri           | Federica Testa / Lukáš Csölley             | [ 71 ]                                     |
| 2015 CS                                       | Piper Gilles / Paul Poirier                | Penny Coomes / Nicholas Buckland           | Maia Shibutani / Alex Shibutani            | [ 72 ]                                     |
| 2016 CS                                       | Jekatierina Bobrowa / Dmitrij Sołowjow     | Madison Chock / Evan Bates                 | Tiffany Zahorski / Jonathan Guerreiro      | [ 73 ]                                     |
| 2017 CS                                       | Jekatierina Bobrowa / Dmitrij Sołowjow     | Rachel Parsons / Michael Parsons           | Bietina Popowa / Siergiej Mozgow           | [ 74 ]                                     |
| 2018 CS                                       | Wiktorija Sinicyna / Nikita Kacałapow      | Lorraine McNamara / Quinn Carpenter        | Bietina Popowa / Siergiej Mozgow           | [ 75 ]                                     |
| 2019 CS                                       | Wiktorija Sinicyna / Nikita Kacałapow      | Sara Hurtado / Kiriłł Chalawin             | Lorraine McNamara / Quinn Carpenter        | [ 76 ]                                     |
| 2020 CS                                       | Zawody odwołano z powodu pandemii COVID-19 | Zawody odwołano z powodu pandemii COVID-19 | Zawody odwołano z powodu pandemii COVID-19 | [ 26 ]                                     |
| 2021 CS                                       | Zawody odwołano z powodu pandemii COVID-19 | Zawody odwołano z powodu pandemii COVID-19 | Zawody odwołano z powodu pandemii COVID-19 | Zawody odwołano z powodu pandemii COVID-19 |
| 2022 CS                                       | Marjorie Lajoie / Zachary Lagha            | Eva Pate / Logan Bye                       | Marie Dupayage / Thomas Nabais             | [ 77 ]                                     |
| 2023 CS                                       | Lilah Fear / Lewis Gibson                  | Diana Davis / Gleb Smołkin                 | Natálie Taschlerová / Filip Taschler       | [ 78 ]                                     |